# جاك سكولز
جون إدغار سكولز (2 سبتمبر 1917 - 15 يوليو 1989) كان بحارًا نيوزيلنديًا من مواليد أستراليا.
وُلِد سكولز في كيوجل، نيو ساوث ويلز، أستراليا عام 1917. مثّل نيوزيلندا في دورة الألعاب الأولمبية الصيفية عام 1972 في كيل. حصل سكولز على المركز الحادي والعشرين في سباق سولينج مع ستيف مارتن كقائد دفة وكون لينتون كزميل في الطاقم. توفي سكولز في أوكلاند، نيوزيلندا، في 15 يوليو 1989.